# Blessing Okagbareová
Blessing Oghnewresem Okagbareová (* 9. října 1988 Sapele) je nigerijská atletka, specializující se na skok daleký, trojskok a sprinty.

## Kariéra
Úspěchy začala sbírat už v 19 letech, kdy na Afrických hrách stanovila národní nigerijský rekord v trojskoku 14,13 metrů. O rok později na Afrických hrách 2007 získala stříbrnou medaili v dálce a skončila na čtvrtém místě v trojskoku. Rekord byl poté pokořen jinou atletkou, Chinonye Ohadughaovou.
O rok později se kvalifikovala na olympiádu do Pekingu, kde ve skoku dalekém získala bronzovou medaili. Po dopingovém nálezu a diskvalifikaci Taťjany Lebeděvové obrdržela zpětně stříbrnou medaili. 27. července 2013 dosáhla nového osobního i afrického rekordu o hodnotě 10,79 s.

## Doping
Používání zákazaných látek u ní bylo odhaleno v létě 2021, krátce před zahájením LOH v Tokiu. V odebraných vzorcích byl nalezen erytropoetin a růstový hormon. Posléze dostala pětiletý trest za užití několika nepovolených substancí. Dalších pět let jí disciplinární komise Jednotky pro bezúhonnost atletiky (AIU) udělila za odmítnutí spolupráce při řešení svého případu.